# Cantu a cuncordu

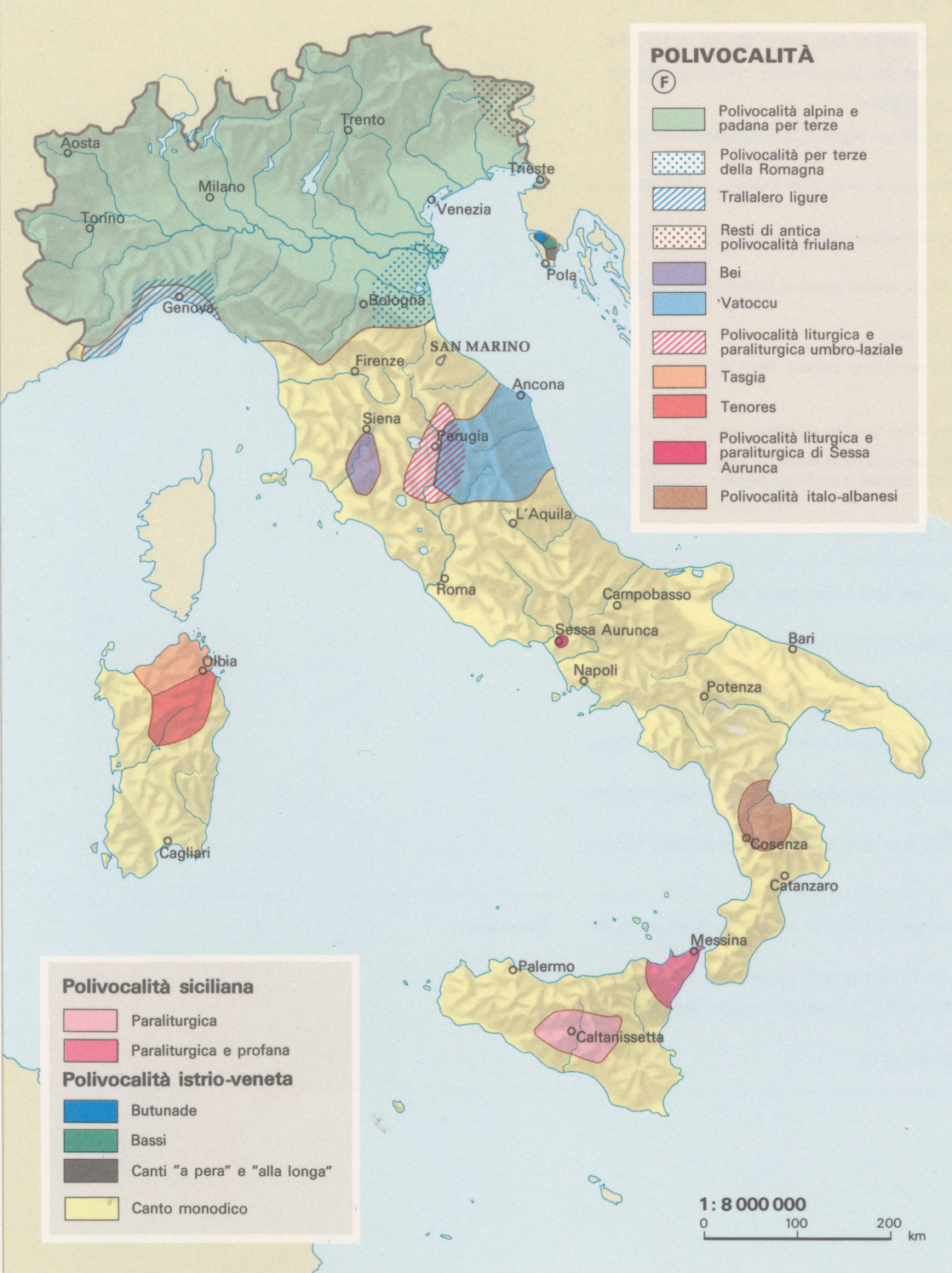
Mappa delle polivocalità tradizionali in Italia

Il cantu a cuncordu è un genere di canto corale diffuso in Sardegna. È una forma di canto per certi versi simile al cantu a tenore, da cui si discosta per una serie di differenze tecniche e, soprattutto, per i repertori. 
Il cuncordu è di norma composto da quattro voci maschili (bassu, contra, voghe, mesu voghe), ciascuna delle quali viene eseguita da un solo cantore che, secondo tradizione, è membro di una confraternita laica.
La principale espressione del canto a cuncordu si manifesta durante lo solgimento dei riti paraliturgici della Settimana Santa.
Il repertorio del concordu è costituito principalmente dai gosos, brani di musica sacra in lingua sarda, nati intorno al 1600 con la diffusione delle diverse confraternite.